# Joseph Neuville
Pour les articles homonymes, voir Neuville.
Joseph Neuville, né à Liège le 19 décembre 1807 et mort à Liège le 7 juillet 1890 , est un homme politique belge, bourgmestre de Liège de 1859 à 1862.

## Biographie
Fils de François-Joseph Neuville (1759-1833), notaire du Grand-Prévôt du Chapitre de Saint-Lambert à Liège, et de Marie-Anne-Pétronille Bustin (1767-1844), et père de Paul de Neuville (1855-1923), président de la chambre des notaires de Liège.
Figure liégeoise qui se fit connaître peu avant la révolution belge de 1830 lorsqu'il fit placer une banderole au balcon de l'association des étudiants sise place Saint-Lambert sur laquelle figuraient deux mains entrelacées accompagnées de la devise « L'union fait la force », promouvant ainsi l’union des catholiques et des libéraux. 
Cet emblème fut signalé dans tous les journaux du pays. Neuville fut considéré ultérieurement comme libéral radical.

## Mandats
- Conseiller communal de Liège (1848-1862)
- Échevin de Liège (1857-1859)
- Bourgmestre de Liège (1859-1862).

## Principales réalisations sous sa magistrature
Création d'une bibliothèque populaire rue Agimont, établissement de l'école normale primaire, achat de livres et de manuscrits relatifs à l'histoire de Liège pour la Bibliothèque de la ville, statue de Charlemagne à ériger place Saint-Lambert, restauration de la façade de l'église Saint-Antoine, isolement de l'église Saint-Jacques, construction d'un presbytère à la collégiale Saint-Barthélemy, égout à construire latéralement à la Meuse, création du jardin d'acclimatation, ouvertures de nouvelles rues notamment dans le quartier nord, reconstruction du pont de Gravioule, reconstruction du quai de l'Ourthe, incorporation à la ville du hameau de Bressoux, du fort de la Chartreuse, du Casino et d'une partie de Grivegnée, visite du Roi et de la famille royale, construction du Tir communal inauguré en 1864 par S.A.R. le duc de Brabant, achèvement de la reconstruction du Pont-des-Arches que Joseph Neuville tenta de faire rebaptiser « Pont Léopold ».

## Fonctions
Candidat en droit (ULg) en 1828, Président ad interim de la Société libre (association d'étudiants), promu officier d'ordonnance de la Garde Urbaine le 1er octobre 1830 pour son comportement lors du célèbre combat de Sainte-Walburge, officier de la Garde civique (1831-1859) qu'il quitta en tant que lieutenant-colonel, membre de la Revue belge dès 1839, membre du bureau de bienfaisance (1840-1848), membre de la Commission administrative du Mont-de-Piété (1841-1848), Président du Comité cantonal d'inspection des enfants trouvés et abandonnés dès 1849, fondateur du journal « Le Dimanche » créé en 1863.
Chevalier de l'Ordre de Léopold, décoré de la Croix Commémorative des Volontaires de 1830, chevalier de l'Ordre du Lion néerlandais.
Joseph Neuville figure dans la Bibliographie nationale pour son projet de taxe sur l'aisance.

## Sources
- Mémorial de la ville de Liège, continuation du Recueil de Loyens (1830-1881), Liège, 1885, p. 130-135
- F. Veldekens, Le livre d’or de l’Ordre de Léopold et de la Croix de fer. Tome 2, Lelong, Bruxelles, 1858, p. 35
- Généalogie de la famille de Neuville parue dans Le Parchemin, 1998, pp. 82-104